# プローブ・レコード
プローブ・レコード（Probe Records）は、ABCレコードのサブ・レーベル。1968年にサイケデリック・ロックとプログレッシブ・ロックのレーベルとして設立されたが、1970年に活動停止された。1970年から1974年の間、このレーベルはABCとその子会社であるダンヒル・レコードの作品の世界的な流通にも使用された。

## アメリカでのアルバム・リリース
- CPLP 4500: ソフト・マシーン : 『ソフト・マシーン』 - The Soft Machine (1969年)
- CPLP 4501: ミスティック・ナンバー・ナショナル・バンク : The Mystic Number National Bank (1969年)
- CPLP 4502: ビリー・メッシェル : The Love Song Of A. Wilbur Meshel (1969年)
- CPLP 4503: ガイ&デイヴィッド : Guy and David (1969年)
- CPLP 4504: ザ・リッター : Emerge (1969年)
- CPLP 4505: ソフト・マシーン : 『ヴォリューム2』 - Volume Two (1969年)
- CPLP 4506: セイント・スティーヴン : Over the Hills/Bastich (1969年)
- CPLP 4507: モルゲン : Morgen (1969年)
- CPLP 4508: ファット・シティ : Reincarnation (1969年)
- CPLP 4509: スコット・ブラッドフォード : Rock Slides (1969年)
- CPLP 4510: ゼファー : 『驚異のゼファー登場』 - Zephyr (1969年)
- CPLP 4511: フラモックス : 『ヒア・トゥ・ゼア』 - Here To There (1969年)
- CPLP 4512: ディック・ジェンセン : White Hot Soul (1969年)
- CPLP 4513: プラス : The Seven Deadly Sins (1969年)
- CPLP 4514: レア・バード : 『レア・バード』 - Rare Bird (1970年) ※英: Charisma CAS 1005
- CPLP 4515: ヴァン・ダー・グラフ・ジェネレーター : 『ザ・リースト・ウィ・キャン・ドゥ・イズ・ウェイヴ・トゥ・イーチ・アザー』 - The Least We Can Do Is Wave To Each Other (1970年) ※英: Charisma CAS 1007
- CPLP 4516: ジョセフ・イーガー : Classical Heads (1970年) ※英: Charisma CAS 1008
- CPLP 4517: フレディ・スコット : I Shall Be Released (1970年)